# Істон (Іллінойс)
Істон (англ. Easton) — селище (англ. village) в США, в окрузі Мейсон штату Іллінойс. Населення — 312 особи (2020).

## Географія
Істон розташований за координатами 40°13′55″ пн. ш. 89°50′30″ зх. д. / 40.23194° пн. ш. 89.84167° зх. д. (40.232079, -89.841584).  За даними Бюро перепису населення США в 2010 році селище мало площу 0,62 км², уся площа — суходіл.

## Демографія
Згідно з переписом 2010 року, у селищі мешкала 321 особа в 148 домогосподарствах у складі 94 родин. Густота населення становила 516 осіб/км².  Було 165 помешкань (265/км²).
Расовий склад населення:
| - 98,4 % — білих - 1,2 % — чорних або афроамериканців |

До двох чи більше рас належало 0,3 %. Частка іспаномовних становила 1,6 % від усіх жителів.
За віковим діапазоном населення розподілялося таким чином: 20,2 % — особи молодші 18 років, 58,6 % — особи у віці 18—64 років, 21,2 % — особи у віці 65 років та старші. Медіана віку мешканця становила 45,4 року. На 100 осіб жіночої статі у селищі припадало 91,1 чоловіків;  на 100 жінок у віці від 18 років та старших — 101,6 чоловіків також старших 18 років.
Середній дохід на одне домашнє господарство  становив 53 757 доларів США (медіана — 41 250), а середній дохід на одну сім'ю — 58 593 долари (медіана — 47 917). За межею бідності перебувало 20,5 % осіб, у тому числі 29,3 % дітей у віці до 18 років та 13,1 % осіб у віці 65 років та старших.
Цивільне працевлаштоване населення становило 133 особи. Основні галузі зайнятості: освіта, охорона здоров'я та соціальна допомога — 30,1 %, транспорт — 20,3 %, сільське господарство, лісництво, риболовля — 11,3 %, публічна адміністрація — 8,3 %.